# Salamon Henrik
Salamon Henrik (Hőgyész, 1865. március 31. – Budapest, Terézváros, 1944. július 15.) fogorvos, orvostörténész, egyetemi tanár, lapszerkesztő. 

## Élete
Salamon Lipót kereskedő és Pollák Rozália fiaként született zsidó családban. Középiskolai tanulmányait 1877 és 1879 között a Budapesti Királyi Katolikus Főgimnáziumban, 1879 és 1885 között a IV. kerületi (belvárosi) községi főreáltanodában végezte. 1886 és 1891 között fogtechnikusnak tanult Berlinben, Párizsban, majd három évig Budapesten. 1891-ben mint önálló fogtechnikus telepedett le Budapesten. 1895-ben latin nyelv és irodalomból kiegészítő érettségi vizsgát tett, s ugyanebben az évben beiratkozott a Budapesti Tudományegyetem Orvostudományi Karára. 1899. szeptember 16-án avatták orvosdoktorrá.
1899 és 1916, majd 1919 és 1939 között a budapesti Stomatológiai Klinikán működött. 1911-ben A fogak helyzetbeli rendellenességeinek okairól, odontorthopaedikus szempontból című tárgykörből egyetemi magántanárrá habilitálták. 1928-ban egyetemi rendkívüli tanári címet nyert. 1939-ben ünnepélyes keretek között búcsúztatták el a Klinika munkatársai.
1944 nyarán lakásának elhagyására kényszerítették. Temetésén az akkori viszonyok miatt rokonai, barátai, tanítványai és ismerősei közül senki sem lehetett jelen.
1946-ban emlékére megjelentették A stomatológia haladása című könyvet, illetve évekkel később emléktáblát avattak egykori lakóházának falán.
A rögzített fogpótlásokról (hidakról) rendszertant dolgozott ki. Úttörője hazánkban a fogszabályozásnak. A fogászat történetével is foglalkozott és széleskörű szakirodalmi munkásságot fejtett ki. Szerkesztette és kiadta a Stomatologiai Közlönyt, a fogorvosok országos egyesületének hivatalos közlönyét 1902 januárjától 1903 decemberéig.
Cikkei megjelentek a Dentistaban, a The British Journal of Dental Science-ben, a Fogászati Szemlében és az Österreichisch-ungarische Vierteljahrsschrift für Zahnheilkundében.
A Kozma utcai izraelita temetőben nyugszik.

## Főbb művei
- A fogszabályozás alapelvei és módszerei (Budapest, 1896)
- Állcsontműtétek és állcsontpótlások (Budapest, 1905)
- A stomatológia tanításának története Magyarországon 1906-ig (Budapest, 1906)
- Fogpótlástan (Budapest, 1923)
- Eine Systematik ser zahnärtlichen Brücken (Berlin, 1923)
- A fogorvosi hídpótlások rendszertana (Budapest, 1924)
- A modern orthodontiai therapia uralkodó eszméi (Budapest, 1930)
- Fogszabályozástan (Budapest, 1934)
- A magyar stomatológia (fogászat) története (Budapest, 1942)